# David J. Hess
David J. Hess ist ein US-amerikanischer Anthropologe und Professor für Soziologie an der Vanderbilt University in Nashville, Tennessee.

## Ausbildung und Werdegang
Hess hat sowohl einen M.A. (1983) als auch seinen Ph.D. (1987) an der Cornell University im Bereich Anthropologie mit Schwerpunkt Lateinamerikastudien erworben. Seinen B.A. erhielt er 1978 von der Harvard University. Nachdem er 1987 bis 1989 an der Colgate University als Visiting Assistant Professor war, wurde er 1989 bis 2011 an das Science and Technology Studies Department des Rensselaer Polytechnic Institute berufen und arbeitet seit 2011 in Nashville.

## Schwerpunkte
Er begann Methoden der anthropologischen Feldstudien auf Religion und populärwissenschaftliche Publikationen anzuwenden. Am Beispiel der Konflikte um eine mögliche bakterielle Ursache für Krebs beschrieb er die Interaktion der Öffentlichkeit und verschiedener heterodoxer Forschungsfelder, auch hinsichtlich religiöser und sozialer Bewegungen.
Mittlerweile geht es ihm vor allem um industrielle Übergänge, Nachhaltigkeitsforschung und den gegenwärtigen Stillstand bei der Transition zu einer nachhaltigeren Wirtschaft. Er ist aktuell am Institute for Energy and Environment als Director, Program on Environmental and Sustainability Studies tätig.

## Auszeichnungen
Hess hatte zwei Fulbrightstipendien sowie Grants von der National Science Foundation, den National Institutes of Health, sowie der FIPSE und wurde unter anderem mit dem Robert K. Merton-Preis, dem Diana-Forsythe-Preis sowie dem Star-Nelkin Prize und dem William H. Wiley Distinguished Faculty Award ausgezeichnet.

## Veröffentlichungen (Auszug)
- Spirits and scientists. Ideology, spiritism, and Brazilian culture. 1991
- Science in the New Age. Monograph on scientific and cultural aspects of the New Age movement in the U.S. University of Wisconsin Press, 1993, Die chinesische Ausgabe erschien 1998 bei der Jiangxi Education Press[1]
- Samba in the Night Fieldwork account of the religious movement in Brazil known as “Spiritism”. Columbia University Press, 1994
- Science and Technology in a Multicultural World. An exploration of various approaches to the culture concept in science and technology studies. Columbia University Press, 1995
- Can Bacteria Cause Cancer? History and politics of an alternative pathway in cancer research. New York University Press, 1997
- To Tell the Truth. On Scientific Counterpublics. In: Public Understanding of Science. Band 20, Nr. 5, 2011, S. 627–641.
- Mit Jonathan Coley: Green Energy Laws and Republican Legislators in the United States. In: Energy Policy. Band 48, Nr. 1, 2012, S. 576–583.
- Good Green Jobs in a Global Economy. MIT Press, Cambridge 2012.
- Industrial Fields and Countervailing Power. The Transformation of Distributed Solar Energy in the United States. In: Global Environmental Change. Band 23, Nr. 5, 2013